# Тампа
Та́мпа (англ. Tampa) — третий по числу жителей город штата Флорида, административный центр округа Хилсборо, находящийся на западе полуострова, на побережье залива Тампа. Население на 2021 г. — 387 050. Граничит с городами Сент-Питерсберг и Клируотер.

## История
Слово «Тампа» имеет коренное американское происхождение. Хотя смысл его и был утерян, предполагается, что оно означает «огненные палки» на языке коренного американского племени калуза. 
Первым европейцем, посетившим окрестности Тампы 8 апреля 1528 года, был испанский конкистадор Панфило де Нарваэс. Годом позже Эрнандо де Сото (по имени которого назван форт, а позже и один из парков на побережье Мексиканского залива) спасает единственного оставшегося в живых члена экспедиции де Нарваэса.
В 1990 году город был награждён премией «All-America City Award» (с англ. — «Всеамериканский город») присуждаемой Национальной гражданской лигой, которую неофициально называют «Нобелевской премией за конструктивное гражданство» и которая выдается за активную гражданскую позицию жителей некорпоративных сообществ Соединённых Штатов в жизни местного самоуправления.

## География
Город Тампа расположен на западном побережье полуострова Флорида, на берегу залива Тампа. Через город протекает река Хилсборо.

## Климат
Климат Тампы — субтропический, влажный, переходный к тропическому. Максимум осадков приходится на летний период с июня по сентябрь.
| Показатель                    | Янв. | Фев. | Март | Апр. | Май  | Июнь | Июль | Авг. | Сен. | Окт. | Нояб. | Дек. | Год  |
| ----------------------------- | ---- | ---- | ---- | ---- | ---- | ---- | ---- | ---- | ---- | ---- | ----- | ---- | ---- |
| Абсолютный максимум, °C       | 30,0 | 31,1 | 33,3 | 33,8 | 36,6 | 37,2 | 36,6 | 36,6 | 35,5 | 35,0 | 32,2  | 30,0 | 37,2 |
| Средний суточный максимум, °C | 21,2 | 22,6 | 24,7 | 27,3 | 30,8 | 32,2 | 32,4 | 32,5 | 31,8 | 29,2 | 25,7  | 22,4 | 27,7 |
| Средняя температура, °C       | 15,8 | 17,3 | 19,5 | 22,0 | 25,6 | 27,7 | 28,2 | 28,3 | 27,5 | 24,4 | 20,5  | 17,2 | 22,8 |
| Средний суточный минимум, °C  | 10,4 | 12,0 | 14,1 | 16,7 | 20,5 | 23,3 | 24,0 | 24,1 | 23,1 | 19,6 | 15,3  | 12,0 | 18,0 |
| Абсолютный минимум, °C        | −6,1 | −5,5 | −1,6 | 3,3  | 9,4  | 11,6 | 17,2 | 18,8 | 12,2 | 4,4  | −5    | −7,7 | −7,7 |
| Норма осадков, мм             | 56   | 71   | 76   | 51   | 53   | 169  | 179  | 197  | 159  | 57   | 39    | 62   | 1174 |
| Источник: NWS                 |      |      |      |      |      |      |      |      |      |      |       |      |      |

## Достопримечательности
Парк развлечений «Busch Gardens», аквариум.
Аквапарк Adventure Island.

## Население
| Расовый состав города Тампа на 2013 год | Расовый состав города Тампа на 2013 год |
| --------------------------------------- | --------------------------------------- |
| Белые, %                                | 45,9                                    |
| Афроамериканцы, %                       | 23,5                                    |
| Латиноамериканцы, %                     | 23,7                                    |
| Азиаты, %                               | 4,1                                     |
| Смешанные расы, %                       | 1,9                                     |
| Индейцы, %                              | 0,1                                     |

| Год  | Население | ±        |
| ---- | --------- | -------- |
| 1850 | 974       | -        |
| 1870 | 796       | -        |
| 1880 | 720       | -9,5 %   |
| 1890 | 5,532     | +668,3 % |
| 1900 | 15,839    | +186,3 % |
| 1910 | 37,782    | +138,5 % |
| 1920 | 51,608    | +36,6 %  |
| 1930 | 101,161   | +96 %    |
| 1940 | 108,391   | +7,1 %   |
| 1950 | 124,681   | +15 %    |
| 1960 | 274,970   | +120,5 % |
| 1970 | 277,714   | +1 %     |
| 1980 | 271,523   | -2,2 %   |
| 1990 | 280,015   | +3,1 %   |
| 2000 | 303,447   | +8,4 %   |
| 2010 | 335,709   | +10,6 %  |
| 2019 | 399,700   | +19,1 %  |

## Спорт
В городе базируются клубы НХЛ «Тампа-Бэй Лайтнинг» и НФЛ «Тампа-Бэй Бакканирс».

## Медиа
Главными ежедневными газетами, печатающимися в городе, являются Tampa Bay Times и Tampa Tribune. Печатные новости освещаются также различными небольшими региональными газетами, альтернативными еженедельниками и журналами. La Gaceta примечательна тем, что является единственной в стране трёхъязычной газетой — английской, испанской и итальянской, благодаря своим корням в Йбор, сигарном иммигрантском районе города.
Основные телевизионные станции включают WFTS 28 (ABC), WTSP 10 (CBS), WFLA-TV 8 (NBC), WTVT 13 (Fox), WTOG 44 (CW), WTTA 38 (MyNetworkTV), WEDU 3 (PBS), WEDQ 16 (PBS), WMOR-TV 32 (Independent), WXPX 66 (ION), WCLF 22 (CTN), WFTT 50 (UniMás) и WVEA 62 (Univision).
Район обслуживается десятками FM-и AM-радиостанций, включая WDAE, которая является первой радиостанцией во Флориде — она вышла в эфир в 1922 году.

## Образование
Университет Южной Флориды.
Университет Тампы (The University of Tampa).
Общественный колледж Хилсборо (Hillsborough Community College — HCC)

## Города-побратимы
- Агридженто (итал. Agrigento), Италия (1991)
- Веракрус (исп. Veracruz), Мексика (2002)
- Гавр (фр. Le Havre), Франция (1993)
- Измир (тур. İzmir), Турция[3] (1993)
- Овьедо (исп. Oviedo), Испания (1992)
- Ашдод (ивр. אשדוד‎), Израиль (2005)
- Барранкилья (исп. Barranquilla), Колумбия (2012)
- Бока-дель-Рио (исп. Boca del Río), Мексика (2002)
- Ираклион (гр. Heraklion), Греция (2019)
- Ланьчжоу (кит. трад. 蘭州, упр. 兰州, пиньинь Lánzhōu), Китай (2016)
- Порту-Алегри (порт. Porto Alegre), Бразилия (2013)
- Южный Дублин (ирл. Baile Átha Cliath Theas), Ирландия (2002)